# Olympic-Halbinsel
Die Olympic-Halbinsel (englisch Olympic Peninsula) ist eine Halbinsel im Nordwesten des US-Bundesstaates Washington. Sie ist im Westen vom Pazifischen Ozean, im Norden von der Juan-de-Fuca-Straße und im Osten vom Puget Sound  umgeben. Im Süden gilt der Chehalis River als Grenze der Halbinsel. Am Puget Sound, gegenüber der Halbinsel liegt Seattle, die größte Stadt der Region, im Südosten Olympia, Washington, die Hauptstadt des Bundesstaates.
Die Geographie der Halbinsel ist geprägt durch die langen Küstenstreifen und das Gebirge Olympic Mountains mit dem Mount Olympus (2428 m) als höchstem Punkt. In dem Bergmassiv liegen zahlreiche Flüsse und Seen.

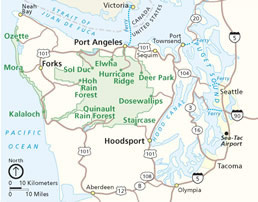
Karte der Olympic-Halbinsel und des Olympic-Nationalparks

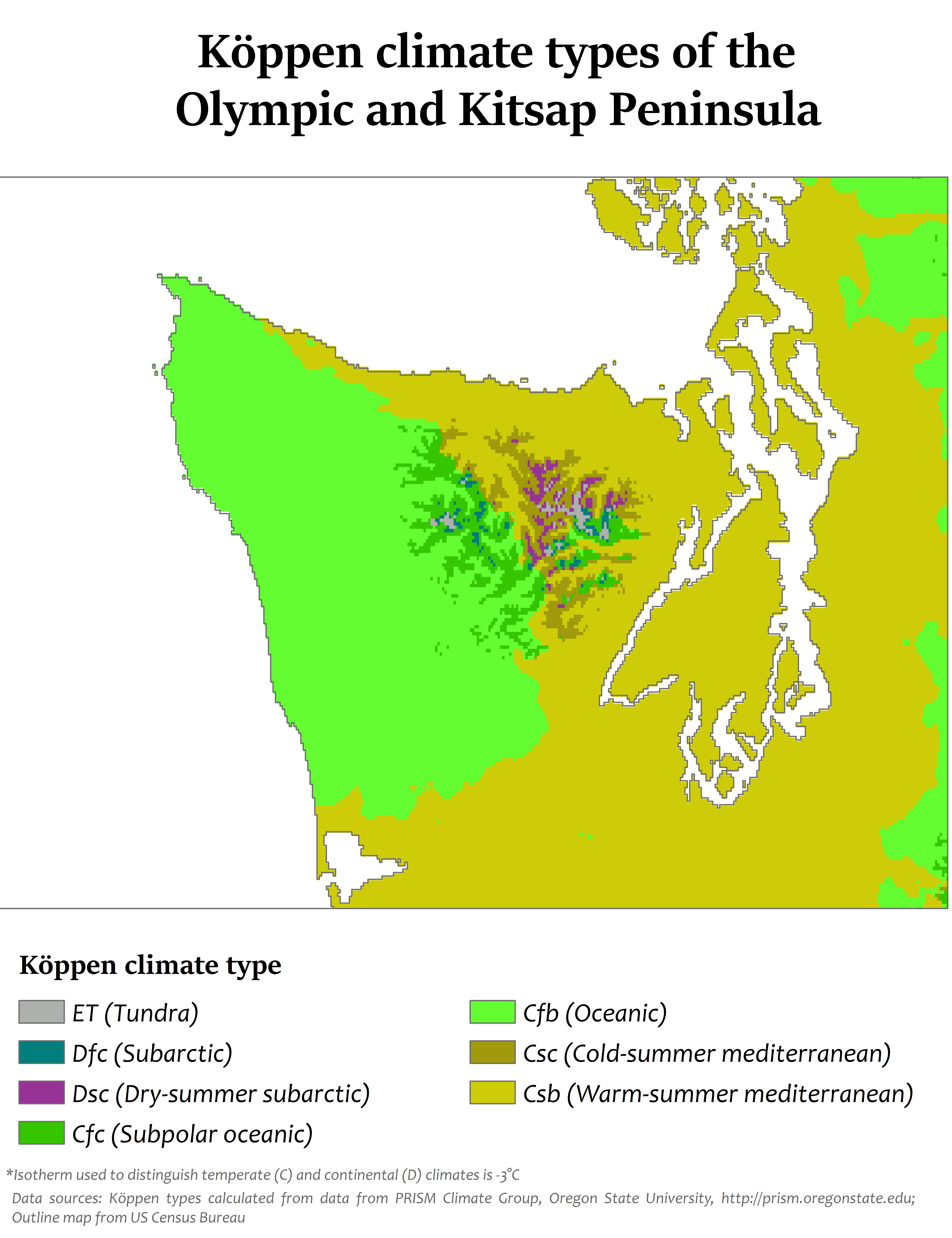
Effektive Klimaklassifikation nach Köppen der Olympic-Halbinsel

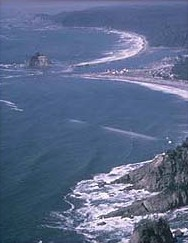
Olympic Coast National Marine Sanctuary

An den Hängen der Olympic Mountains finden sich Reste des einst vorherrschenden gemäßigten Regenwalds. Die beiden größten Bestände sind Hoh Rain Forest und Quinault Rain Forest im Olympic-Nationalpark. Etwa die Hälfte der Halbinsel gehört zu diesem Nationalpark. Er setzt sich aus dem Kern der Olympic Mountains mit den Regenwäldern und einem schmalen naturbelassenen Streifen der Pazifikküste zusammen. Die gesamte Küste ist darüber hinaus als Olympic Coast National Marine Sanctuary geschützt.
Weitere Schutzgebiete des Halbinsel umfassen den Olympic National Forest mit mehreren Wilderness Areas sowie eine Reihe kleinerer Parks des Bundesstaates: Anderson Lake, Bogachiel, Dosewallips, Fort Flagler, Fort Worden und Fort Townsend.
Der U.S. Highway 101 umrundet fast die ganze östliche, nördliche und westliche Küste. An der Westküste liegen die Reservate der Makah- und der Quinault-Indianer. Die Insel Tatoosh Island ist der westlichste Punkt des zusammenhängenden Staatsgebietes der Vereinigten Staaten von Amerika und ist nach einem Makah-Häuptling benannt.
An der Halbinsel liegt die Naval Base Kitsap.
Aufgrund der geringen Jahressonnenstunden wurde die Gegend rund um den Park von der Autorin Stephenie Meyer als Handlungsrahmen ihrer Vampir-Saga Twilight gewählt.